# Kinoko Nasu
Œuvres principales
- Kara no Kyōkai
- Tsukihime
- Fate/stay night

Kinoko Nasu (奈須 きのこ) est un auteur japonais né le 28 novembre 1973. Il est principalement connu pour sa série de light novels The Garden of Sinners (Kara no Kyōkai), ainsi que des visual novels Tsukihime et Fate/stay night.
Nasu est l'un des auteurs les plus prolifiques au Japon. Il est diplômé en sciences humaines de l'Université Hōsei.

## Biographie
Originaire de la préfecture de Chiba, Nasu a fondé le groupe dōjin indépendant TYPE-MOON en 2000 avec son ami et camarade de classe de collège Takashi Takeuchi. Leur premier visual novel Tsukihime a rapidement gagné une immense popularité. 
Les influences de Nasu comprennent Hideyuki Kikuchi, Yukito Ayatsuji, Sōji Shimada, Natsuhiko Kyōgoku, Kenji Takemoto, Ken Ishikawa et Yasuhiro Nightow.
À la suite du succès de Tsukihime, TYPE-MOON est devenu une entreprise. Une suite de Tsukihime, Kagetsu Tohya, est sorti en août 2001. Le 28 janvier 2004, TYPE-MOON sort Fate/stay night, écrit par Nasu, qui a également connu un grand succès, devenant l'un des visual novels les plus populaires le jour de sa sortie. Une suite de Fate/stay night, Fate/hollow ataraxia, est sortie le 28 octobre 2005. Ces deux œuvres de Nasu (Tsukihime et Fate/stay night) ont été adaptées en séries de manga et d'anime extrêmement populaires.

## Œuvres
Parmi les précédentes œuvres de Kinoko Nasu figurent les romans Kara no Kyōkai, publiés initialement en 1998 et réimprimés en 2004, Angel Notes, Mahōtsukai no Yoru et Kōri no Hana.

### Romans
- Notes. (Angel Voice) (ja), sorti en mai 1995 et réédité dans Angel Voice en 1999.

- Kara no Kyōkai (空の境界?), également appelé The Garden of Sinners, est initialement publié en 1998 et réimprimé en 2004. Il a également été republié en trois volumes avec de nouvelles illustrations en 2007.

- Decoration Disorder Disconnection (ja) (DDD)

- Tsuki no Sango (ja) (月の珊瑚?)

- Mahōtsukai no Yoru (ja) (魔法使いの夜?)

- Kōri no Hana (氷の花?)

### Visual novels
- Tsukihime (月姫?), sorti en décembre 2000.

- Kagetsu Tōya (en) (歌月十夜?), un fan-disc de Tsukihime sur PC, sorti en août 2001.

- Fate/stay night, sorti le 28 janvier 2004.

- Fate/hollow ataraxia, un fan-disc de Fate/stay night, sorti le 28 octobre 2005.

- Mahōtsukai no Yoru (ja) (魔法使いの夜?), l'adaptation du roman sorti le 12 avril 2012.

### Jeux vidéo
- MELTY BLOOD, sorti en 2002, Nasu a travaillé sur l'histoire et les dialogues.
  - MELTY BLOOD Re・ACT, sorti en 2004, il s'agit d'une extension sur PC du précédent jeu.

- 428: Fūsa Sareta Shibuya de - Nasu avait écrit un scénario spécial pour le jeu, avec Takashi Takeuchi fournissant les character designs. Ce scénario a donné une suite en anime, Canaan[4].

### Anime
- Fate/EXTRA Last Encore (2018, scénariste)

## Honneur
- (54563) Kinokonasu, astéroïde nommé en son nom[5].